# كنازق
كنازق هي قرية في مقاطعة نمين، إيران. عدد سكان هذه القرية هو 48 في سنة 2006.